# 14621 Tati
14621 Tati è un asteroide della fascia principale. Scoperto nel 1998, presenta un'orbita caratterizzata da un semiasse maggiore pari a 2,3502762 UA e da un'eccentricità di 0,1039028, inclinata di 7,78607° rispetto all'eclittica.